# Call of Duty: World at War: Zombies
Call of Duty: World at War: Zombies (beter bekend als: Call of Duty: Zombies) is een first-person shooter videospel gemaakt door Ideaworks Game Studio, en uitgegeven door Activision voor het mobiele besturingssysteem iOS. Het is een mobiele versie van de mini-games in Call of Duty: World at War en Call of Duty: Black Ops, maar is niet door de maker van deze spellen gemaakt (Treyarch).